# 러스 메이어

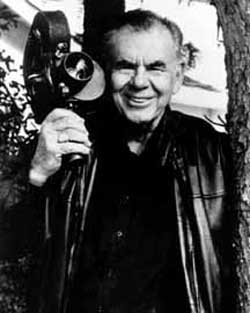

러스 마이어(Russ Meyer, 영어 발음: /ˈmaɪər/, 1922년 3월 21일 ~ 2004년 9월 18일)는 미국의 영화 제작자, 영화 감독, 사진가, 영상 편집자, 촬영 감독, 각본가, 배우, 작가, 카메라 오퍼레이터이다.
오클랜드에서 태어났으며 로스앤젤레스에서 사망하였다. 사인은 폐렴이다.

## 영화
- 판도라 픽스 (2001년) - 본인 역
- 달 위의 아마존 여인 (1987년)
- 울트라 빅센 (1979년)
- 블랙 스네이크 (1973년)
- 더 세븐 미니츠 (1971년)
- 체리, 해리 & 라켈 (1970년)
- 인형의 골짜기를 넘어서 (1970년)
- 더 빨리 푸시캣, 죽여라 죽여 (1965년)
- 이브와 핸디맨 (1961년)
- 부도덕한 티즈씨 (1959년)